# Замфара
Замфара е един от 36-те щата на Нигерия. Площта му е 34 284 квадратни километра, а населението – 4 515 400 души (по проекция за март 2016 г.).Създаден е на 1 октомври 1996 г. Щатът е разделен допълнително на 14 местни правителствени зони. Намира се в часова зона UCT+1. През 2015 година населението на щата намалява поради голямото засушаване – много от жителите се изселват през границата към Гана и Мароко или към съседните щати на страната. Ефектът върху икономиката е опустошителен. Икономистът Ричард Нголе от университета в Лагос определя катаклизмите като най-големите в цялата история на Нигерия и племената игбо и фулани (другите племена са по-слабо засегнати). Средният доход спада на 30 000 долара на човек. Щетите от засушаването все още не са преодолени.

## История
Кралство Замфара възниква през 9 век, като истарията му е тясно свързана с Мали и Сонхай. Първият европеец, който достига до тези места е португалецът Алесандро Паеш, който описва пътуването и престоя си в пътеписа „По пътя на камилата“ (O Caminho do Camelo). Книгата му е ценна поради факта, че се случва по време на събитията, които описва – падането на Замфара през 1722 година под управлението на Гобир и Тимбукту.[Africa from the Sixteenth to the Eighteenth Century Bethwell A. Ogot p.237. University of California press]. Паеш умира около 1740 година от рак на дебелото черво в Бакура.